# Leopoldius anatolii
Leopoldius anatolii är en tvåvingeart som beskrevs av Zimina 1963. Leopoldius anatolii ingår i släktet Leopoldius och familjen stekelflugor. Inga underarter finns listade i Catalogue of Life.